# Гіперемія
Гіперемія (від грец. Ὑπερ — «понад» і грец. αἷμα — «кров») — переповнення кров'ю судин кровоносної системи будь-якого органу або ділянки тіла.
Розрізняють:
- активну гіперемію або артеріальну, залежну від збільшеного припливу артеріальної крові
- венозну (пасивну) гіперемію, зумовлену ускладненням відтоку венозної крові. Це збільшення кровонаповнення органа чи ділянки тканини в результаті утрудненого відтоку крові по венах.

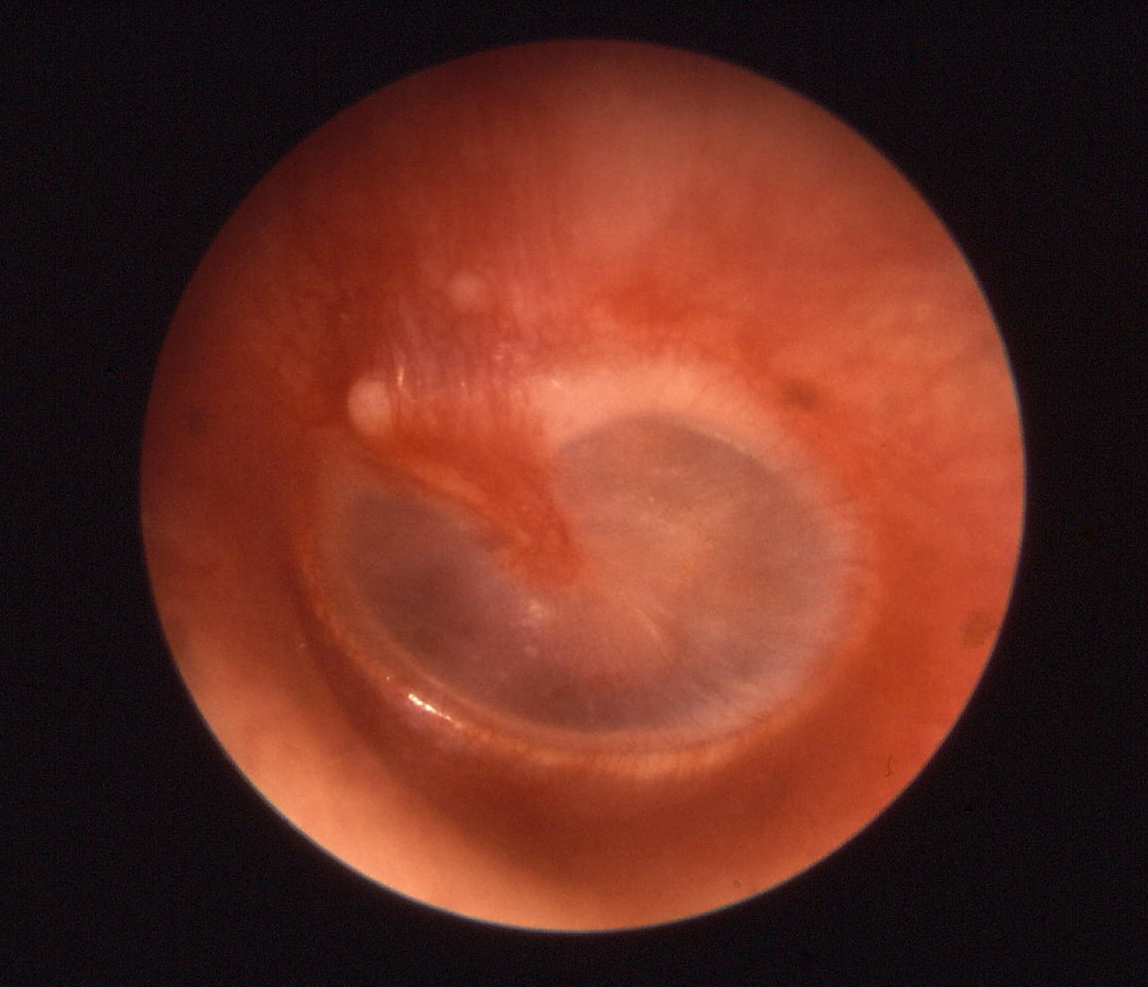
Гіперемія барабанної перетинки при гострому отиті

## Причини активної гіперемії
- механічні — посилена діяльність серця, зменшення атмосферного тиску (гіперемія шкіри при застосуванні кровоносних банок внаслідок розрідження в середині їх повітря)
- нервового походження — подразнення нервів, які розширюють кровоносні судини, (тонічна гіперемія) або параліч нервів, які звужують судини (паралітична гіперемія).

При активній гіперемії тканина набрякає і температура її підвищується. Це може відбутися також при посиленні лімфообігу.

## Чинники венозної гіперемії
- внутрішньосудинні (закупорка вен тромбом або емболом)
- позасудинні (здавлювання вен пухлиною, рубцем, збільшеною маткою, рідиною набряків)
- фактори самої судинної стінки (конституціональна слабкість еластичного апарату вен, недостатній розвиток і знижений тонус гладеньких м'язів їхніх стінок)